# چالما
چالما (به لاتین: Čalma) یک منطقهٔ مسکونی در کرواسی است که در سرمسکا میتروویتسا واقع شده‌است. چالما ۱٬۶۷۵ نفر جمعیت دارد.